# 哈卢德巴尼
哈卢德巴尼（Haludbani），是印度贾坎德邦Purbi Singhbhum县的一个城镇。总人口19933（2001年）。

## 人口
该地2001年总人口19933人，其中男性10252人，女性9681人；0—6岁人口2360人，其中男1261人，女1099人；识字率70.52%，其中男性为78.17%，女性为62.41%。